# Jesús Morales
Pour les articles homonymes, voir Morales.
Jesús Morales Erostarbe, né le 25 février 1929 à Balmaseda et mort le 19 décembre 2008 à Santander,, est un coureur cycliste espagnol.

## Biographie
Jesús Morales est issu d'une famille modeste de Balmaseda. Il commence le cyclisme au milieu des années 1940. Durant sa carrière, il concourt principalement au Pays basque. Il remporte au total une quarantaine d'épreuves, dont le championnat d'Alava en 1949, ou encore le Circuit de Getxo en 1950. Ses frères Carmelo, Roberto et Julio ont eux aussi pratiqué ce sport en compétition. 

## Palmarès
- 1948
  - 2e de la Prueba Legazpia
- 1949
  - Championnat d'Alava
  - Circuito de Castro
  - GP Vizcaya
  - Circuito de Miravalles
  - 3e du Circuito del Sardinero
- 1950
  - Circuit de Getxo
  - GP Llodio
  - Tour de Palencia :
    - Classement général
    - 4e et 5e étapes[3]

  - Circuito Sollube[3]
  - 3e du Circuito del Sardinero
- 1951
  - 2e du Circuit de Getxo
  - 2e du Campeonato Vasco-Navarro (Prueba Alsasua)
  - 3e du GP Llodio
- 1952
  - GP Múgica
  - 3e du Circuit de Getxo
- 1953[3]
  - Circuito del Rompeolas
  - GP Liberación de Bilbao
  - GP Liberación de Amorebieta
  - GP Liberación de Ondarroa
  - 2e du GP Múgica
- 1956
  - Subida a Peñacerrada[3]
  - GP San Salvador del Valle[3]
  - 2e du GP Portugalete
  - 2e de la Klasika Primavera
  - 3e du GP Virgen Blanca